# Trudy Schlatter
Trudy Schlatter, eigentlich Gertrud Schlatter  (* 15. August 1912 in Bern; † 9. Dezember 1980 in Montreux; heimatberechtigt in Schaffhausen), war eine Schweizer Künstlerin und Verfechterin der Frauenbewegung. Nach ihr ist der Trudy-Schlatter-Preis der Frauenzentrale Bern (FZB) mit einem Preisgeld von 5000 Franken benannt, der seit 1984 alljährlich vergeben wird.

## Wirken
Trudy Schlatter erhielt 1949 ein Eidgenössisches Kunststipendium für Malerei. Sie war langjähriges Mitglied der Gesellschaft Schweizer Malerinnen, Bildhauerinnen und Kunstgewerblerinnen (GSMBK; seit 2003 Schweizerische Gesellschaft Bildender Künstlerinnen – SGBK) in der Sektion Bern und war dort an mehreren Gruppenausstellungen beteiligt.
Anlässlich der 1950 zusammen mit Helen Dahm und Ruth Stauffer in der Kunsthalle Bern präsentierten Ausstellung Grandma Moses und drei Schweizer Malerinnen stand in der Zeitschrift Das Werk. Architektur und Kunst:

«Wenn sich von der Malerei der Schweizerinnen zu derjenigen der Grandma Moses kaum irgendwelche Assonanzen ergeben, so vereinigen sich ihrerseits die Eigenschaften der Malerinnen Dahm, Stauffer und Schlatter zu einer eindrücklichen Repräsentation fraulichen Künstlertums, wie es in der Schweizer Malerei Geltung hat. Alle drei entfernen sich von harter Naturalistik, ohne indessen einem der surrealen oder abstrakten Stile zu huldigen.»

Schlatter, die vorwiegend Frauenbildnisse malte, wurde gleichzeitig attestiert:

«Trudy Schlatter hat ihre Stärke vor allem in einer Porträtistik, die von intensiver Anteilnahme am Charakter und seinen Äußerungen spricht. Die menschliche Erscheinung ist dabei auf einfache Grundzüge zurückgeführt, und man darf wohl sagen: intensiviert und verwesentlicht.»

## Nachlass
Ein Teil ihrer Bilder befindet sich in den Sammlungen des Kunstmuseums Thun und des Museums zu Allerheiligen (113 Gemälde und 937 Zeichnungen).
Sie vererbte der GSMBK Schweiz ihre Eigentumswohnung in Montreux. Die Organisation verkaufte diese 1986 und gründete vom Erlös 1987 einen Sozialfonds, den Gertrud-Schlatter-Fonds (1994 umbenannt in Gertrud Schlatter / Hanni Pfister / Art et Santé Genève-Fonds GSBK/SSFA). Ihr restliches Vermögen ging an die Frauenzentrale Bern, die daraufhin den Trudy-Schlatter-Preis für Frauenwerke aussetzte.

## Ausstellungen (Auswahl)
- 1950: «Grandma Moses und drei Schweizer Malerinnen», mit Helen Dahm und Ruth Stauffer, Kunsthalle Bern (Katalogausstellung)[9]
- 1961: mit Elisabeth Stamm, Kunsthalle Bern[10]
- 1984: Gedenkausstellung, Grosse Orangerie Elfenau Bern (Katalogausstellung)[11]
- 2012: «This is a women's world. 10 Jahre Frauenkunstpreis.» Kunstmuseum Thun[12]